# ПТ-85 (КНДР)
Эта статья о северокорейском лёгком плавающем танке ПТ-85. Информация про другие значения см. ПТ-85 (значения)
ПТ-85 (также известен как Тип 82) — лёгкий по массе плавающий танк северокорейского производства.

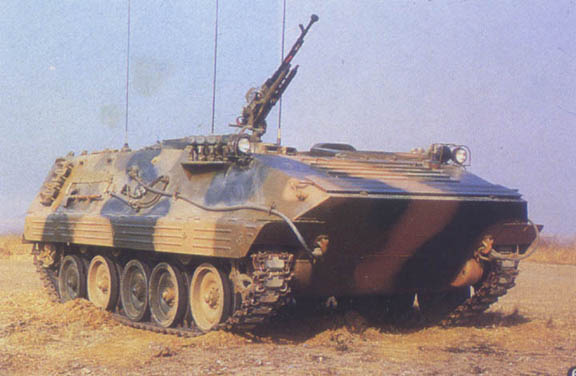
Танк создан на базе удлинённого шасси бронетранспортёра

Танк создан на базе удлинённого шасси бронетранспортёра VTT-323 (лицензионной копии китайского Тип 63), на которое установлена модифицированная башня танка ПТ-76. Вооружение состоит из 85-миллиметровой пушки и ПТРК «Малютка», а также двух пулемётов (калибром 7,62 и 14,5-мм).

## См. также

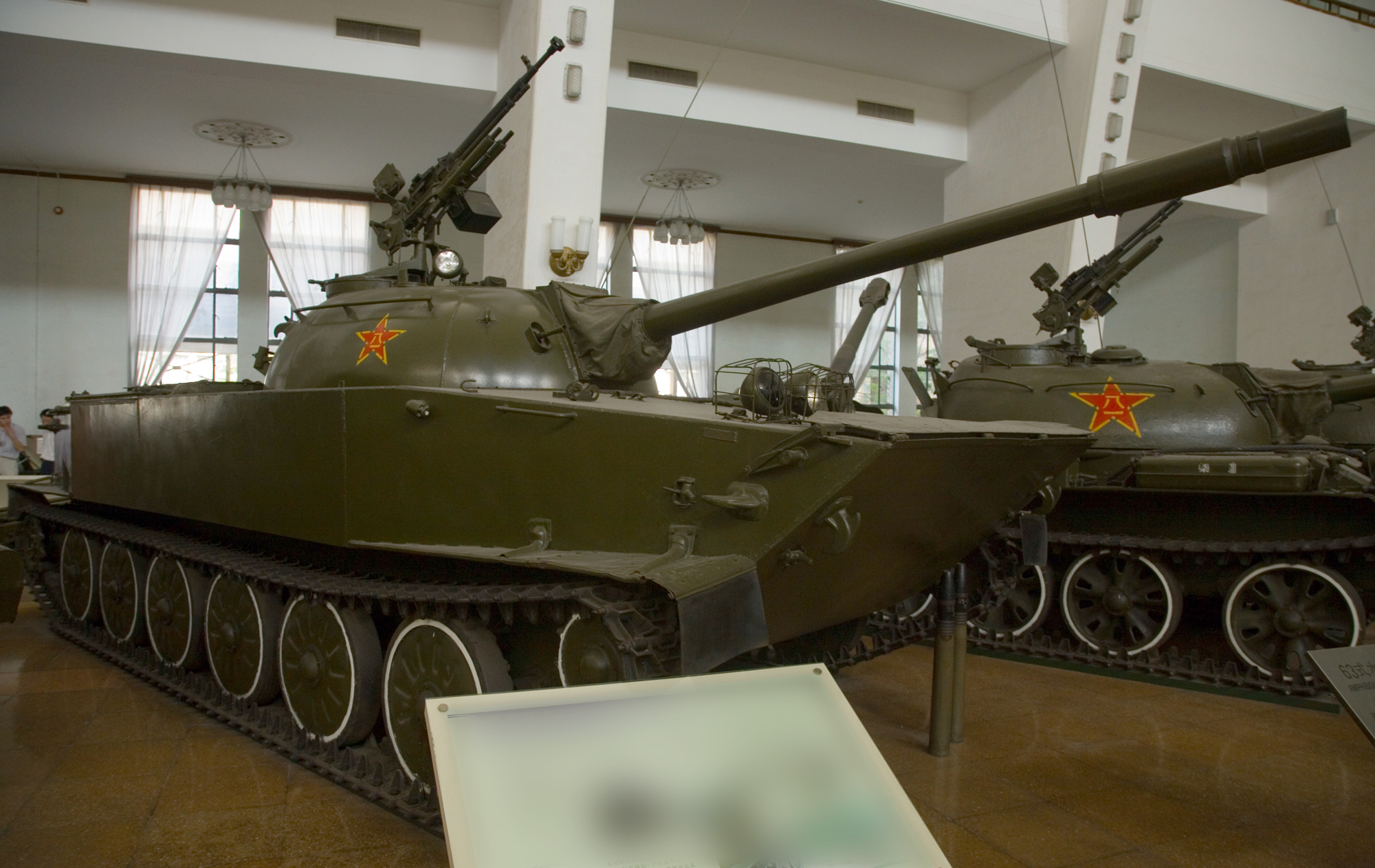
Тип 63